# Prospect Hill Cemetery
Prospect Hill Cemetery is een Britse militaire begraafplaats met gesneuvelden uit de Eerste- en Tweede Wereldoorlog, gelegen in de Franse gemeente Gouy, (departement Aisne). De begraafplaats werd ontworpen door Herbert Baker en heeft een onregelmatige vorm met vijf afgeronde hoeken. Ze ligt langs de weg van Gouy naar Beaurevoir op 1.200 m ten oosten van het centrum van Gouy (Église Saint-Médard) en wordt omsloten door een natuurstenen muur. Aan de straatzijde staat een rechthoekig toegangsgebouw onder een zadeldak afgedekt met platte breukstenen en een houten poortje als ingang. Het Cross of Sacrifice staat in de noordelijke hoek recht tegenover de toegang.
Er liggen 538 slachtoffers begraven waaronder 115 niet geïdentificeerde.
De begraafplaats wordt onderhouden door de Commonwealth War Graves Commission.
Op het grondgebied van gemeente ligt ook de militaire begraafplaats Guizancourt Farm Cemetery.

## Geschiedenis
Nadat Le Catelet en Gouy door de 50th (Northumbrian) Division, de 6th Royal Inniskilling Fusiliers en het 4th King's Royal Rifle Corps waren ingenomen werd Prospect Hill op 3 oktober 1918 door de 1st King's Own Yorkshire Light Infantry veroverd. De begraafplaats werd direct daarna door de 50th Division en de 18th Field Ambulance (veldhospitaal) aangelegd. De oorspronkelijke graven liggen in perk I maar na de wapenstilstand werden nog slachtoffers vanuit de slagvelden ten noorden van Gouy, die bijna allen sneuvelden in oktober 1918, naar hier overgebracht. 
Onder de geïdentificeerde doden liggen nu 347 Britten, 66 Australiërs en 10 Zuid-Afrikanen uit de Eerste Wereldoorlog en 1 Brit uit de Tweede Wereldoorlog. Een Brit wordt met een Special Memorial herdacht omdat zijn graf niet meer gelokaliseerd kon worden en men neemt aan dat hij zich onder een naamloze grafzerk bevindt. Een groep van vier graven in perk IV rij F wordt als geheel geïdentificeerd maar niet individueel omdat men niet precies weet wie onder welke grafzerk ligt (op hun grafzerk staat de toegevoegde tekst: Buried near this spot).

## Graven

### Onderscheiden militairen
- Stewart Leslie Keppel-Palmer, kapitein bij het Tank Corps; James Murray McLaggan, kapitein bij het Royal Army Medical Corps; Reginald George Hewett Pixley, kapitein bij het Royal Flying Corps; John Waring, kapitein bij het Manchester Regiment; W.R. Branker, onderluitenant bij het King's Royal Rifle Corps; A.S. Bridgewater, onderluitenant bij het Devonshire Regiment en kapitein William McCarthy Braithwaite, luitenant James Coombe Birt en luitenant Ernest Ellerman Paterson, alle drie van de Australian Infantry, A.I.F. werden onderscheiden met het Military Cross (MC).
- John Gould-Taylor, luitenant bij het Australian Flying Corps en Jonathan Martin Brown, luitenant bij de Royal Air Force werden onderscheiden met het Distinguished Flying Cross (DFC).
- onderluitenant Alfred John Parr en sergeant Robert Hannibal Grant, beide van de Australian Infantry, A.I.F. werden onderscheiden met de Distinguished Conduct Medal (DCM).
- er zijn nog 20 militairen die onderscheiden werden met de Military Medal (MM).

### Alias
- compagnie sergeant-majoor G. Fitzwilliam diende onder het alias G. Williams bij de Sherwood Foresters (Notts and Derby Regiment).